# Buffalo Gap (Dacota do Sul)
Buffalo Gap é uma cidade  localizada no estado norte-americano de Dakota do Sul, no Condado de Custer.

## Demografia
Segundo o censo norte-americano de 2000, a sua população era de 164 habitantes. 
Em 2006, foi estimada uma população de 161, um decréscimo de 3 (-1.8%).

## Geografia
De acordo com o United States Census Bureau tem uma área de 
0,5 km², dos quais 0,5 km² cobertos por terra e 0,0 km² cobertos por água. Buffalo Gap localiza-se a aproximadamente 994 m acima do nível do mar.

## Localidades na vizinhança
O diagrama seguinte representa as localidades num raio de 36 km ao redor de Buffalo Gap. 